# 아플러스
아플러스는 대한민국의 음악 그룹이다. 2023년 싱글 [Candlelight]로 데뷔했다.

## 학력
- 호원대학교 K-pop학부

## 방송
- 쇼킹 나이트 (2023) - Top16(16위)

## 음반
- Candlelight (2023)